# پل پنجم
پاپ پل پنجم (به انگلیسی: Paul V) (تولد ۱۷ سپتامبر ۱۵۵۲ - درگذشت ۲۸ ژانویه ۱۶۲۱) یکی از پاپ‌های کلیسای کاتولیک رم بود که در رم به دنیا آمد و از ۱۶۰۵ تا ۱۶۲۱ میلادی پاپ بود.

## نگارخانه

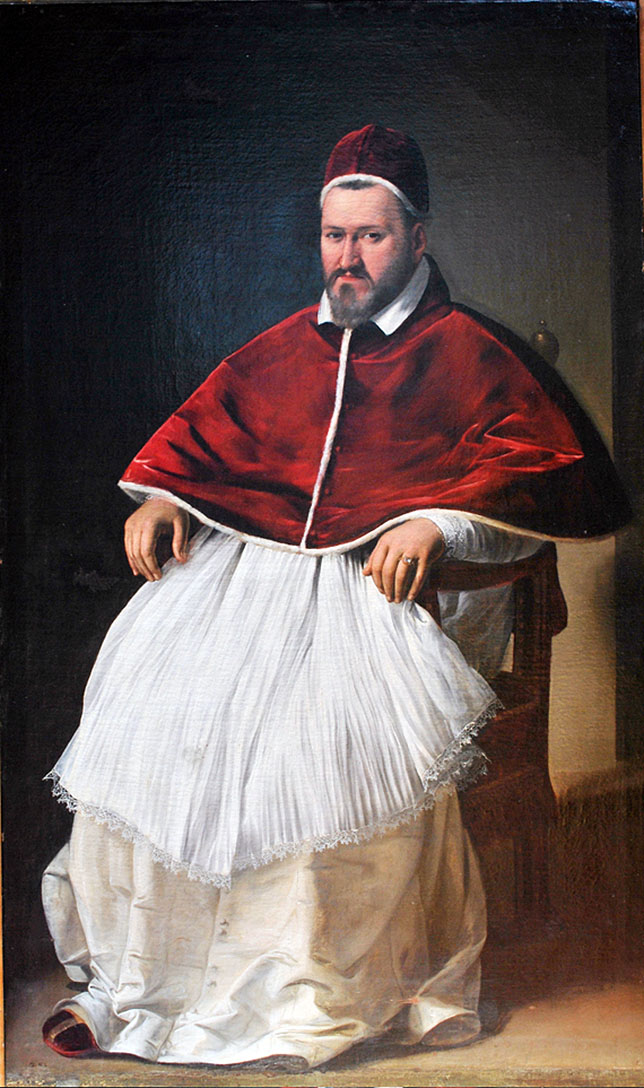